# منظف الملفات المؤقتة
مُنظف الملفات المُؤقتة (بالإنجليزية: Temp File Cleaner)‏ عبارة عَن أداة يمكن استخدامها لحذف الملفات المؤقتة من القرص الصلب لتنظيم مساحة القرص الصلب والحفاظ على نظام الكمبيوتر. ويتضمَّن البرنامج عِدة أزرار وخيارات تشمل: «حذف ملفات الإنترنت المؤقتة»، «حذف ذاكرة التخزين المؤقت لـ ويندوز»، «حذف ملفات تعريف الارتباط»، «حذف السجل»، «حذف سجل المستخدم المؤقت»، «حذف ذاكرة التخزين المؤقت لـ ويندوز أبديت»، «إفراغ سلة المحذوفات»، «حذف بيانات استعادة النظام»، وغيرها.

## المُمَيزات
يدعم إزالة الملفات المؤقتة وغير الضرورية، التي تم إنشاؤها بواسطة متصفحات جوجل كروم، وفايرفوكس، وإنترنت إكسبلورر، وأوبرا، بالإضافة إلى تلك التي تم إنشاؤها أثناء تشغيل النظام العادي، مثل: الذاكرة المؤقتة لتحديثات الويندوز، وWindows Logs، وWindows، وRoot، وملفات User Temp، التي يمكن إنشاؤها بواسطة مجموعة متنوعة من البرامج.

## العيوب
يؤكدّ مطور البَرنامج أنَّ: «جميع منتجاته مجانية تمامًا للاستخدام الشخصي»، ومع ذلك يُطْلَبُ مِن المُستخدم شراء ترخيص لفتح ميزات محدودة، مثل خيار عرض جميع محركات الأقراص (أي يتوفر فتح قرص واحد مَجانًا فقط).

## المَراجع
1. 1 2  "Temp File Cleaner v4.4.0". ADDPCS. مؤرشف من الأصل في 2022-05-09. اطلع عليه بتاريخ 2022-8-11.
2. ↑  "Temp File Cleaner". Gezginler.net (بtr-TR). Archived from the original on 2020-08-03. Retrieved 2022-08-11.{{استشهاد ويب}}:  صيانة الاستشهاد: لغة غير مدعومة (link)
3. ↑  "Temp File Cleaner - Delete Temp Files ▷ USB Apps". pendriveapps.com (بالإنجليزية الأمريكية). 5 Oct 2009. Archived from the original on 2021-09-18. Retrieved 2022-08-11.
4. ↑  "Temp File Cleaner - addpcs.com". addpcs.com. مؤرشف من الأصل في 2023-02-09. اطلع عليه بتاريخ 2023-02-09.
5. ↑  "Temp File Cleaner review". www.yahoo.com (بالإنجليزية الأمريكية). Archived from the original on 2015-12-15. Retrieved 2022-08-11.

## رَوابط خَارجيَّة
- الموقع الرَسمي، نُسخةٌ مؤرشفة في أرشيف الإنترنت(أرشفت في  مارس 6, 2012)